# مسجد الجمعة (أردبيل)
مسجد الجمعة (بالفارسية: مسجد جمعه اردبیل) مرتبط بالدولة السلجوقية ويقع في أردبيل، محافظة أردبيل.